# Сабринин тајни живот
Сабринин тајни живот (енгл. Sabrina's Secret Life) америчка је анимирана телевизијска серија базирана на Арчи комикс лику Сабрине, вештице тинејџерке, продуциране од стране DIC Entertainment Corporation и Les Studios Tex SARL. Серија се емитовала од 2003. као наставак серије Сабрина: Цртана серија (и Сабрина: Пријатељи заувек). Свака епизода серије садржи едукативне елементе.

## Емитовање и синхронизација
У Србији, Црној Гори, Босни и Херцеговини и БЈР Македонији серија је премијерно емитована 2011. године на каналу Хепи синхронизована на српски језик. Синхронизацију је радио студио Идеограм. Нема ДВД издања.

## Радња
Радња се збива око младе Сабрине, која уз све типичне школске и тинејџерске проблеме, чува и тајну - она наиме долази из вештичје породице. Већину проблема са којима се сусреће покушава да реши својим моћима, међутим често јој се управо те њене моћи обију о главу, те увек испочетка учи како решење свакодневних проблема није у магији.

## Улоге
| Име лика        | Глас            |
| --------------- | --------------- |
| Сабрина Спелман | Брит Мацкилип   |
| Сејлем          | Морис Ламарш    |
| Хилда           | Моника Стори    |
| Зелда           | Моника Стори    |
| Харви           | Бил Свицер      |
| Касандра        | Тифани Кристун  |
| Марица          | Ванеса Томасино |